# Blagdanići
Blagdanići is een plaats in de gemeente Poreč in de Kroatische provincie Istrië. De plaats telt 20 inwoners (2001).